# Ökologisch-Demokratische Partei
De Ökologisch-Demokratische Partei (Nederlands: Ecologisch-Democratische Partij, ÖDP) is een kleine groene politieke partij in Duitsland die in 1982 is opgericht en geldt als de opvolger van rechtswege van de Grüne Aktion Zukunft (Groene Actie voor de Toekomst), de Grüne Liste Umweltschutz (Groene Lijst van Milieubeschermers) en de Arbeitsgemeinschaft Ökologische Politik (Werkgemeenschap Ecologische Politiek). De partij blijft met gemiddeld 0,3% bij de federale verkiezingen ver verwijderd van de kiesdrempel van 5%, maar weet wel successen te boeken bij gemeenteraadsverkiezingen, voornamelijk in Beieren.

## Geschiedenis
De voorloper van de ÖDP, de behoudende Grüne Aktion Zukunft van Herbert Gruhl (een voormalig bondsdaglid voor de CDU), sloot zich in 1980 aan bij de Die Grünen. Ontevreden over het linkse beleid van Die Grünen maakten Gruhl en diens medestanders zich eind 1980 van Die Grünen los en richtten in januari 1982 de Ökologisch-Demokratische Partei (ÖDP). Anders dan Die Grünen nam de ÖDP van meet af aan meer conservatieve standpunten in, met name op ethisch vlak. Tot 1989 gaf Gruhl leiding aan de ÖDP. In dat jaar werd hij opgevolgd door Hans-Joachim Ritter. Vanwege de steeds conservatiever wordende koers van de partij zegde Gruhl in 1990 zijn lidmaatschap van de ÖDP op. Evenals Gruhl was Ritter afkomstig uit de gelederen van de CDU. Anders dan zijn voorganger streefde hij samenwerking na met Die Grünen die in 1990 waren gefuseerd met de liberale partij Bündnis 90. Gesprekken tussen de ÖDP en Bündnis 90/Die Grünen liepen echter op niets uit. Bij de bondsdagverkiezingen van 1990 en 1994 bereikte de ÖDP met 0,4% van de stemmen haar beste resultaat. In 1992 bereikte de partij met 1,9% van de stemmen haar beste resultaat bij de Beierse landdagverkiezingen. Na Ritter traden als voorzitters op: Bernd Richter (1993-1995), Hans Mangold (1995-1997) en Susanne Bachmaier (1997-2000). Onder het leiderschap van deze laatste werden successen geboekt bij lokale en deelstaatverkiezingen in Beieren en zette de partij zich in voor de afschaffing van de Beierse Senaat. Een volksraadpleging, dat mede door de inspanning van de ÖDP in 1998 werd gehouden, sprak een meerderheid van de Beierse kiesgerechtigden zich uit vóór afschaffing van de Senaat. In 2000 werd het hogerhuis in de deelstaat ook daadwerkelijk afgeschaft. Daarnaast werden er verscheidene initiatieven ontplooit tegen kerncentrales. Uwe Dolata (2000-2003) was de opvolger van Bachmaier en onder diens leiderschap en dat van zijn opvolger, Klaus Buchner (2003-2010), werd samenwerking gezocht met kleinere, (rechts-)populistische partijen, zoals seniorenpartij Die Graunen en de klein-christelijke Familien-Partei Deutschlands en de Tierschutzpartei. In 2010 wist de ÖDP dankzij een campagne van het jeugdige partijvoorzitter Sebastian Frankenberger (*1981) een volksraadpleging af te dwingen tegen de mogelijke versoepeling van het rookverbod in Beieren zoals werd voorgestaan door de regering van de deelstaat. Een meerderheid (60%) sprak zich uit tegen versoepeling.
Gabriela Schimmer-Göresz (*1952) werd in 2014 gekozen tot partijleider van de ÖDP en onder haar leiding verzette de partij zich tegen vrijhandelsverdragen als TTIP. Bij de bondsdagverkiezingen van 24 september 2017 kreeg de ÖDP 0,3% van de stemmen en bleef daardoor nagenoeg gelijk aan het resultaat bij de verkiezingen vier jaar eerder. De kiesdrempel van 5% werd bij lange na niet gehaald. In 2018 werd Christoph Raabs (*1972), technicus van beroep, gekozen tot bondsvoorzitter van de ÖDP.

## Vertegenwoordiging in hetEuropees Parlement
De ÖDP is sinds 2014 vertegenwoordigd in het Europees Parlement. Aanvankelijk maakte het deel uit van de fractie van de EUDemocrats, maar het sloot zich later aan bij de De Groenen/Vrije Europese Alliantie. Vanaf 2024 behoort de ÖDP tot de Europese Volkspartij (EVP).
De ÖDP geldt als een gematigd Eurosceptische partij.

## Internationale affiliatie
De ÖDP is medeoprichter (2003) van de internationale organisatie World Ecological Parties (Wereldwijde Ecologische Partijen). Deze organisatie staat los van de Global Greens.

## Profilering
De ÖDP heeft naast een groen profiel, ook een meer behoudend profiel. Dit uit zich voornamelijk in een gezinspolitiek (gezin als hoeksteen van de maatschappij), de beschermwaardigheid van het menselijk leven vanaf de conceptie tot aan de natuurlijke dood (tegenstand tegen euthanasie en abortus provocatus) en tegenstand tegen de doodstraf. Hierdoor wordt de partij ook wel beschouwd als een conservatieve partij. De partij omschrijft zichzelf als "Partei der demokratischen Mitte" ("Partij van het democratische midden") en "wertorientiert" ("op waarden gericht") en staat in de christelijke en humanistische traditie. De partij is voorstander van een sociale markteconomie (Rijnlandmodel) met ecologische contouren. Daarnaast streeft de partij directe democratie na.
Alle standpunten van de partij zijn te herleiden op drie pijlers:
- Welvaart zonder overconsumptie
- Sociale gerechtigheid
- Democratie

Deze drie pijlers zijn weer te herleiden tot verbinding, ethiek en educatie.
De partij neemt duidelijk stelling tegen extreemrechts: Abgrenzung .

## Verkiezingsresultaten 1982-heden

### Federaal
| Jaar | Percentage | Zetels | Verschil |
| 1983 | 0,0%       | 0      | NIEUW    |
| 1987 | 0,3%       | 0      | —        |
| 1990 | 0,4%       | 0      | —        |
| 1994 | 0,4%       | 0      | —        |
| 1998 | 0,2%       | 0      | —        |
| 2002 | 0,1%       | 0      | —        |
| 2005 | —          | 0      | —        |
| 2009 | 0,3%       | 0      | —        |
| 2013 | 0,3%       | 0      | —        |
| 2017 | 0,3%       | 0      | —        |
| 2021 | 0,2%       | 0      | —        |

### Gemeentelijk
Thans (2018) heeft de ÖDP rond de 470 verkozenen in een gemeenteraad of lokale volksvertegenwoordiging. De meeste zetels bezet de partij in Beieren.